# Fiala János (újságíró)
Fiala János (Budapest, 1957. március 9. –) magyar rádiós szerkesztő-műsorvezető, újságíró.

## Életpályája
Apja orvos, anyja közgazdász. Érettségi után bölcsészkart, jogi egyetemet és filmforgatókönyv-író iskolát végzett. Rádiós és televíziós műsorvezető. Az Echo TV-n Szemüveg címmel készített műsort, illetve egy időben a Nap-keltében is vezetett műsort. A Calypso Rádió, a Budapest Rádió, a Pont FM 88.1, a Rádió Q szerkesztő-műsorvezetője volt. 2013-tól az ATV-n a Messziről jött ember, majd 2017 decemberétől a Civil a pályán című műsorokat vezette. 
2018-ban a Civil Rádión reggel 7 és 9 között hallható beszélgetős műsora, a KeljFelJancsi. 2020. január elejétől a Spirit FM-en volt hallható a műsora, de az ATV Csoporttól, így a tévétől és a rádiótól 2020 decemberében személyi konfliktusok miatt távozott, majd a 168 Óra internetes oldalához igazolt műsort készíteni. A műsora végül 2022. június 24-én szűnt meg a 168.hu-n.

## Műsorai
- Ennyi – Éjjeli műsor a Magyar Rádióban (1996–2000)[4]
- KeljFelJancsi! – Minden, amit az aznapról tudni kell, vagy érdemes. Fiala János saját gyártású reggeli műsora. 
  - 2000. október 1–2004. december 23., 2006–2008. december: Budapest Rádió/Pont FM 88.1[5]
  - 2005. január–december: Rádió Extrém
  - 2009. január–2017. február 28.: Rádió Q
  - 2017. szeptember–2019. december 21.: Civil Rádió
  - 2020. január 6–december 22.: Spirit FM, ATV Spirit[2]
  - 2020. december 23–2022. június 24.: 168.hu[6]
  - 2022. szeptember 12–: YouTube
- FelKeltJancsi – Délelőtti műsor a Civil Rádióban
- Szemüveg – Echo TV
- Messziről jött ember – ATV (2013–?)
- Civil a pályán – ATV (2017–2020)

## Művei
- Péklapát (Mérték, Bp., 2008) ISBN 9789639889286
- Pótkulcs. A kulcsoknak, akár a gazdájuknak: lelkük van (Alexandra, Pécs, 2009) ISBN 9789632971148
- Kuss! Nemzeti [...] nyalóka (Alexandra, Pécs, 2011) ISBN 9789632977225
- Az utolsó esély (Alexandra, Pécs, 2016) ISBN 9789633579435